# Монарх-довгохвіст заїрський
Монарх-довгохвіст заїрський (Terpsiphone bedfordi) — вид горобцеподібних птахів родини монархових (Monarchidae). Ендемік Демократичної Республіки Конго.

## Поширення і екологія
Заїрські монархи-довгохвости мешкають на сході Демократичної Республіки Конго, на північному сході Ітурі та в горах на захід від Ітомбве. Вони живуть у вологих рівнинних і гірських тропічних лісах, зустрічаються на висоті від 820 до 1800 м над рівнем моря. Живляться комахами, яких шукають в нижньому ярусі лісу. Розмножуються протягом всього року. Гніздо чашоподібне, зроблене з моху і трави. В кладці 2 яйця.

## Збереження
МСОП класифікує стан збереження цього виду як близький до загрозливого. Заїрським монархам-довгохвостам може загрожувати знищення природного середовища.